# Культура Нючоуцзи

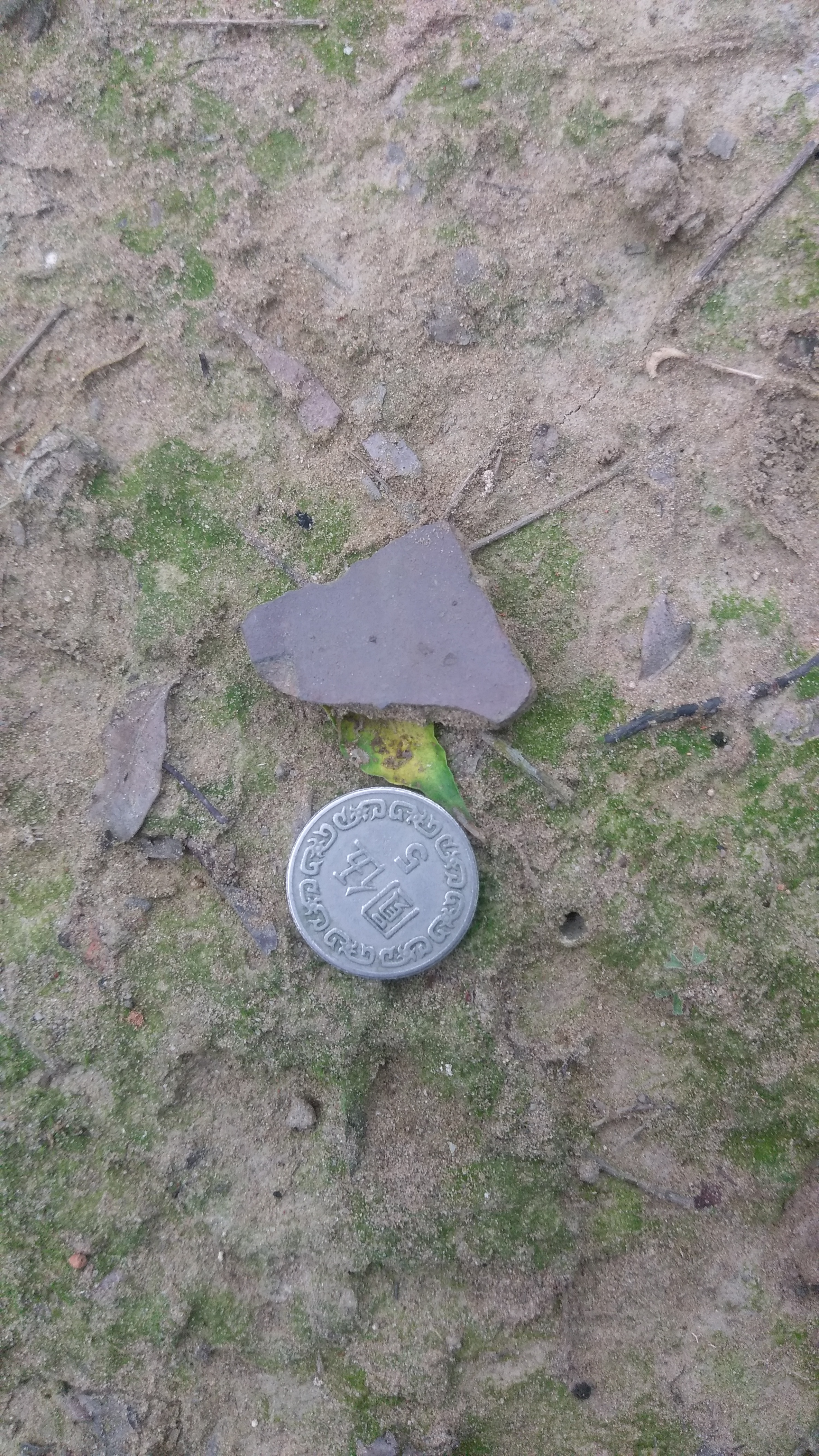
Фрагменти кераміки

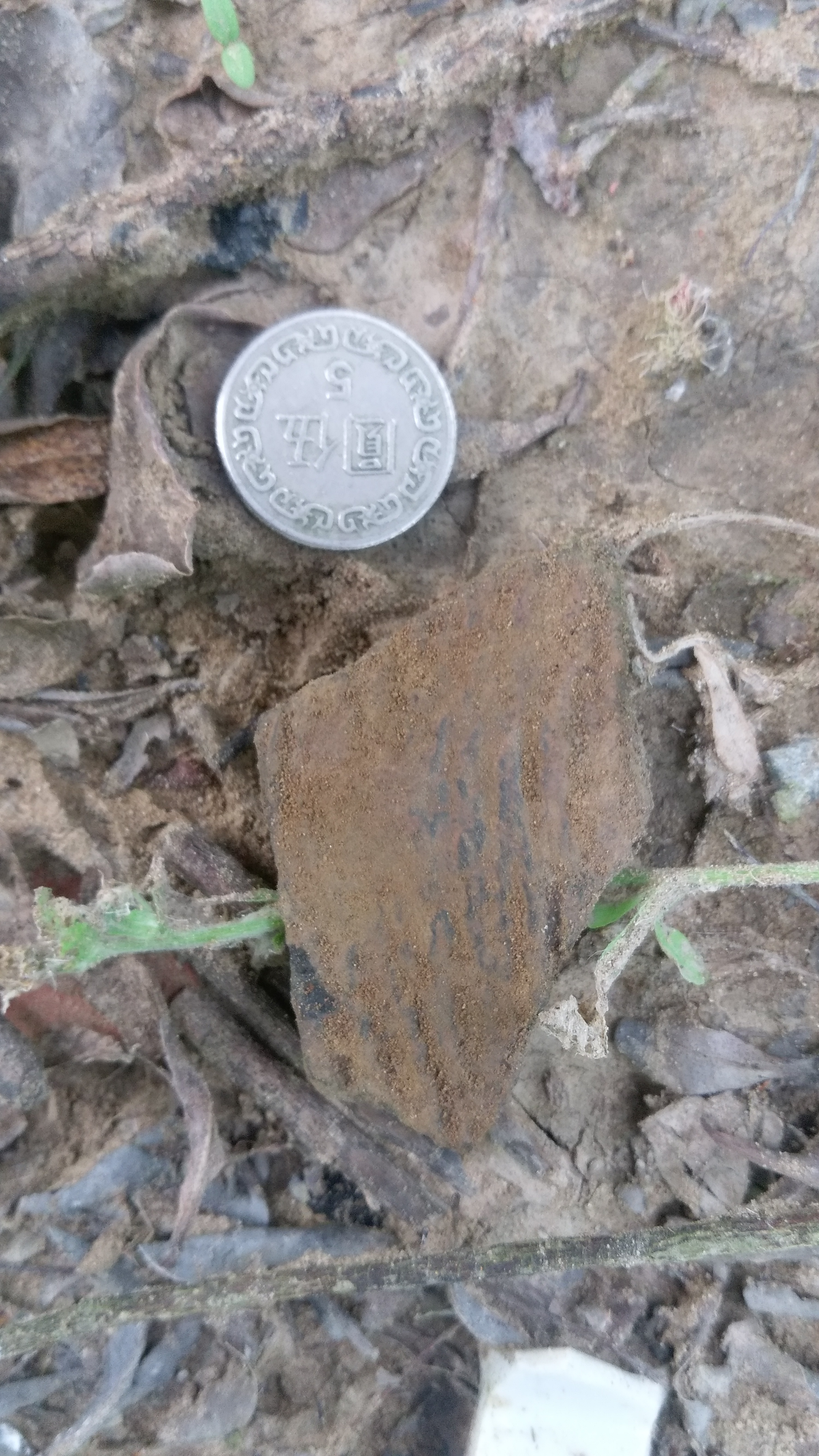
Уламки шнурової кераміки

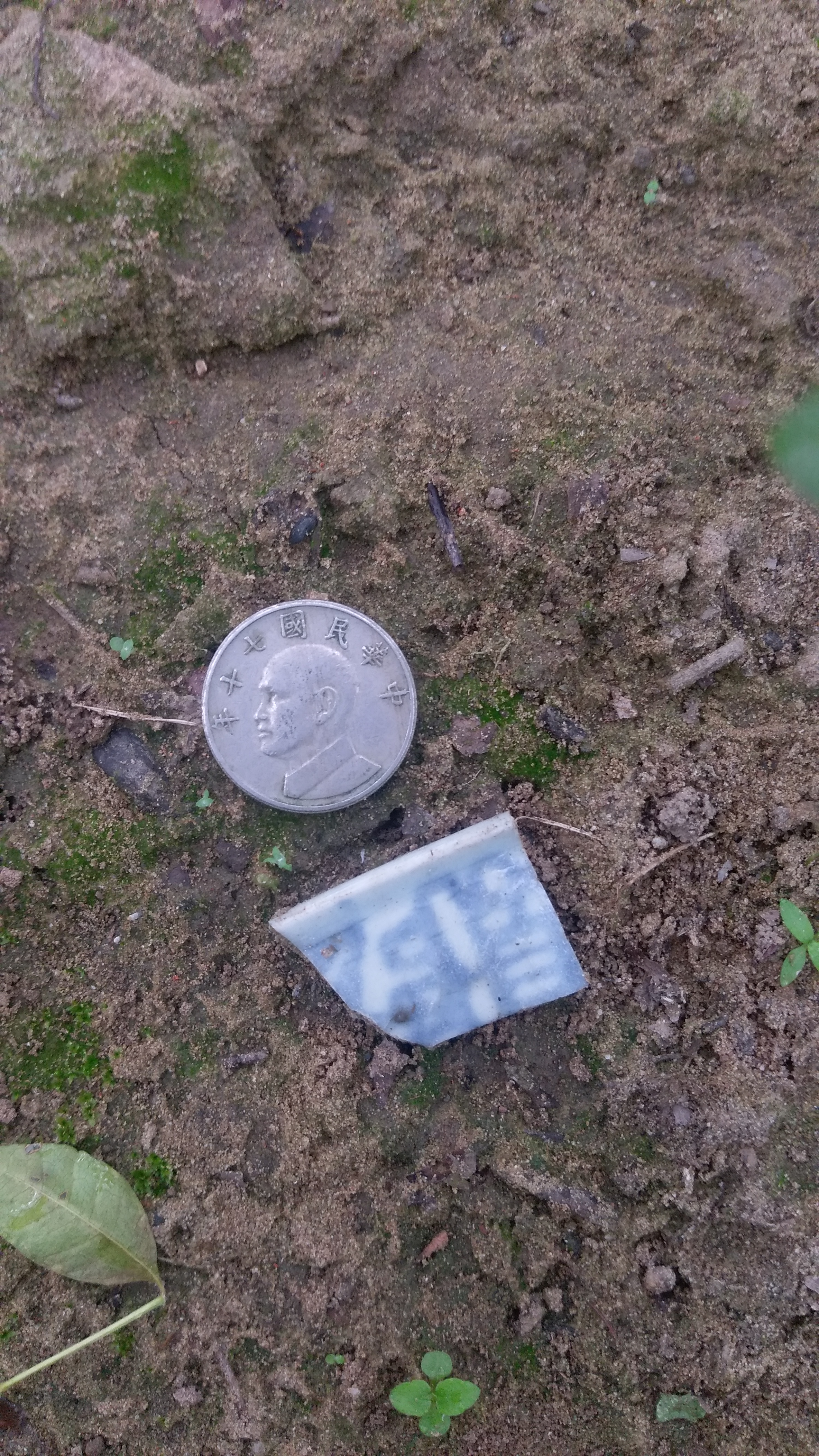
Фрагменти блакитної та білої порцеляни XIX - XVIII століть

Культу́ра Нючоуцзи́ (кит. 牛稠子文化, Піньїнь  Niúchóuzǐ) — археологічна пам'ятка неоліту на півдні Тайваню. Вона розташована на південно-східній стороні плато Тайнань, навколо гори Хуцзи на фермі Тайтан Хушань, а також у районі біля перехрестя дороги Хушань і дороги Веньхуа. Сьогодні це частина міського повіту Тайнань . Ця культура належить до пізнього етапу середнього неоліту .

## Відкриття та розкопки
Пам'ятка Нючоуцзи була відкрита Наоєю Хагіварою, працівником цукрової фабрики Челуцянь (нині Ренде), в 500-та метрах від заводу, у квітні 1938 року під час японського колоніального періоду на Тайвані. Знахідка Хагівари була досліджена та підтверджена науковцями Тайнаня Кокубу Найчі та Вен Чанлін . Протягом японського колоніального періоду до евакуації Китайської Республіки на Тайвань на території Нючоуцзи проводилися дослідження та розкопки. Останнє дослідження пам'ятки та культурних цінностей у 2013 року уточнили різноманітні наукові данні.
У 1960 році вчений Лінь Чаоці провів обстеження сміття у південно-західній рівнинній зоні, у 1975 році було проведено дослідження Сюнь Веньсюнем інших залишків культури. У 1976 та 1991 роках кафедра антропології Національного університету Тайваню провела пробні розкопки, а з 1980 року обстеження важливих історичних об'єктів провінції та розробила пропозиції щодо реконструкції (часткове обстеження археологічних об'єктів і старих громад, план дослідження першої фази для попередньої оцінки важливих археологічних об'єктів на Тайвані в 1992 році, план порятунку об'єкта Нючоуцзи на перетині секцій у 2012 році, дослідження у 2013 році, склали план оцінки вартості тощо). Загальна площа розкопок наразі становить 569,5 квадратних метрів .

## Основні знахідки
Місце Нючоуцзи є піщаним родовищем з хорошою водопроникністю та поганим середовищем для збереження культурних цінностей. Єдині дані датування взяті зі зразків раковин смітті, отриманих під час пробних розкопок у 1976 році. Перше датування встановило час існування культури у 1525 році до н. е. Пізній період культури Пяньню Чуцзи. Згідно з археологічними даними наукового парку Наньбу, культуру Нючоуцзи можна приблизно розділити на періоди Соґан (2200—1800 рр. до н. е.) і Нючоуцзи (1800—1300 рр. до н. е.) . Крім того, середня товщина культурного шару на пам'ятці Нючоуцзи становить близько 50 см, а найтовстіший культурний шар може досягати 100 см. Порівнюючи з попередньою культурою Дабенькен, вчені дійшли висновку, що люди жили тут давно.
Органічні рештки місця Нючоуцзи здебільшого належать до молюсків, а отже пам'ятка не повинна бути надто далеко від берегової лінії. Щодо знарядь праці, то найбільшу кількість розкопано кам'яних, серед яких сокири та мотики для меліорації, а також незначна кількість ножів та іншого реманенту для обробітку землі. Про те, що проводили обробку кам'яних знарядь свідчить велика кількість відколотих кам'яних відщепів, точильних знарядь тощо. Технологія кераміки дуже розвинена, і фактура переважно червонувато-коричневого типу, більша частина якої з піску, і невелика частина з глини. Знайдені знаряддя у формі сокири та плуга, виготовлені з базальту, що підтверджує тісний зв'язок із культурами Пенху .